# Aminata Nar Diop
Aminata Nar Diop (geb. 3. Januar 1983, in Rufisque, Senegal) ist eine senegalesische Basketballspielerin.

## Leben
Aminata Nar Diop besuchte zwei Saisons lang die renommierte amerikanische Georgetown University in Washington, D.C. In den Jahren 2008 und 2009 erzielte sie in 29 Spielen 6,1 Punkte (45,4 % Trefferquote und 64,5 % Freiwürfe) und holte 5,3 Rebounds. In der folgenden Saison erzielte sie 8,2 Punkte (50,9 % aus dem Feld und 64,0 % von der Freiwurflinie) und holte 3,6 Rebounds in 25 Spielen. Außerhalb der Saison spielt sie in der senegalesischen ersten Liga beim Clube Universitario Dakar. In der Saison 2009/10 spielte sie 15 Spiele in der Schweiz mit Espérance Sportive Pully und erzielte dabei 18,6 Punkte (52,5 % Trefferquote und 71,4 % Freiwürfe), 12,7 Rebounds (Zweite in der Meisterschaft), 1,5 Assists, 2,6 Steals und 1,5 Blocks pro Spiel. In der Saison 2010/11 spielte sie in der zweiten spanischen Liga bei Coelbi Bembibre PDM und erzielte 12,8 Punkte und 7,5 Rebounds. Im Sommer 2011 unterschrieb sie in Frankreich bei Nantes-Rezé, dem sie beitrat, nachdem sie mit Senegal Vize-Afrikameisterin geworden war.
Im Sommer 2012 bestätigte sie ihr Engagement, weiterhin bei der Ligue Féminine de Basketball, jedoch für Charleville. 2014 ging sie zu Roche Vendée Basket Club.
Nach der Saison 2014–2015 beendete sie ihre sportliche Karriere.

## Erfolge
Mit der Senegalesischen Basketballnationalmannschaft der Damen:
- Goldmedaille bei den Afrikaspielen 2011
- Bronzemedaille bei den Basketball-Afrikameisterschaft der Frauen 2013
- Bronzemedaille bei den Afrikaspielen 2003